# 小松未可子
小松 未可子（こまつ みかこ、1988年11月11日 - ）は、日本の声優、女優、歌手。三重県桑名市出身。ヒラタオフィス所属。所属レコードレーベルはトイズファクトリー。夫は声優の前野智昭。
代表作には『HEROMAN』（ジョーイ）、『モーレツ宇宙海賊』（加藤茉莉香）、『ガンダムビルドファイターズ』（イオリ・セイ）などが、代表曲に「Black Holy」などがある。

## 略歴

### キャリア
2003年にニッポン放送『藤井隆のオールナイトニッポンR』の1コーナーでオーディションが行われ合格。後にアイドルグループ・いもうとのメンバーの一人「みかこ（小林未可子）」としてデビュー。土日だけ東京でアイドルとして仕事をし、平日は三重県で学校に通う生活をするようになったが、まだ自信が持てず周囲から特別扱いされることに申し訳なさを感じながら学校に通っていた。アイドル活動においてはユニットの4人のあいだに結束はあったが、当時はアイドルが何をしたらいいのか、1ミリもわかっていなかったという。CDデビューした際にはリリースイベントにて言われたことをすることだけしかできず、その後はレッスンだけの日々が続いていた。
18歳くらいの頃にメンバーそれぞれがソロ活動をするようになっていく中で、偶然学園もののテレビドラマに参加できる機会があり、その現場では小松が最年長の年代であるにもかかわらず、年下の役者がそれぞれ演技プランを持って真剣に取り組んでいたことに衝撃を受け、自分が本当にやりたいことが何であるのか考えるようになり2007年9月に「いもうと」を脱退。当時は大学に通い始めており、学業に専念するため事務所を退所して、芸能活動を休止した。
その後、アルバイトをしたり学業に専念しながら、経験したことを振り返えていくうちに、芝居を作っていくことの面白さに気づき、マスコミ業界を目指していた友人から就職活動と並行して芸能でやりたい仕事を受けてみることを勧められ、もうすこし自分を試すことに挑戦しようと考えた。その後改めて芸能事務所のオーディションを受け始め、現場で仲良が良かった女性マネージャーの所属事務所を受けたところ、最終面接官がそのマネージャーということがあったという。2009年11月より、事務所をヒラタオフィスに移籍し女優などで活動を再開。所属当時は20歳近くであり、同年代から活動していた役者の中では遅めの再活動であったため、猶予は1年しかないという思いでいたという。ヒラタオフィスには役者も所属しているが、基本的にはモデル事務所であり、当時はテレビドラマのオーディションは年に1回あれば運が良いくらいであったため、CMの仕事を複数こなすことができたものの役者としての活動機会には恵まれなかった。そのため契約を更新できた2年目からは「芝居をもうちょっとやりたい」という気持ちが強くなり「早く結果を残さないと厳しいぞ」と思っていた。

### 声優・歌手として
当時同じ事務所に所属していた小見川千明がテレビアニメ『ソウルイーター』で主演を務めており、その縁もあってソウルイーターの音響制作会社がオーディションの案内を事務所に送ってくれるようになっていた。それを見ていたマネージャーから勧められたオーディションを受け、2010年4月、テレビアニメ『HEROMAN』でヒーローマンと行動を共にする主人公・ジョーイ役として声優活動を開始|。初めての洋画吹き替えはアメリカのテレビドラマ『glee/グリー』となる
2012年4月25日、スターチャイルドからシングル「Black Holy」で歌手デビュー、同曲はテレビアニメ『モーレツ宇宙海賊』のイメージソングとなっており、エンディングとしても何度か使われていた。同年11月7日、2ndシングル「冷たい部屋、一人/夏至の果実」をリリースした。「冷たい部屋、一人」はテレビアニメ『K』のEDテーマで、スターチャイルドの先輩であるangelaプロデュース作である。
2013年11月10日、自身で作詞作曲編曲をした「エメラルドの丘を越えて」を披露した。また、16才教への入信を表明。同年11月11日、16才教に入信しSweet Sixteenになった。
2014年8月25日、憧れの倉木麻衣と『リッスン? 〜Live 4 Life〜』にて対面を果たす。
2015年2月14日、この日放送された『あたしの音楽』にて倉木麻衣と「Tonight, I feel close to you」を歌い、デュエット共演を果たした。同年9月29日、2010年よりパーソナリティーを務めていた『A&G NEXT GENERATION Lady Go!!』の放送が終了した。
2016年7月19日、所属レーベルをトイズファクトリーに移籍し、Q-MHzの全面プロデュースを受けることを発表。
2022年3月5日、第16回声優アワードにて助演女優賞を受賞。

### 私生活
2020年5月12日、声優の前野智昭と結婚したことを事務所公式サイトで発表。
2022年8月17日、第1子妊娠を報告。
2023年1月15日、第1子出産を報告。
2025年2月14日、第2子出産を報告。

## 人物
趣味は映画鑑賞、歌。特技は5歳頃からやっているマリンバ。
暁中学校・高等学校に在学していたが、その後日出高等学校に転校。大妻女子大学卒業。
未可子と言う名は、1988年ソウルオリンピックの時、当時3歳の兄がアーティスティックスイミングの小谷実可子選手を「みかこー、みかこー!」と応援していたところ、母親のお腹の中にいた当人が暴れだしたことから「未来・未知数の可能性」という意味を込めてつけられた。のちに、『リッスン? 〜Live 4 Life〜』の月曜MC就任後の初回放送において小谷実可子本人から記念のボイスメッセージが届いた。
愛称の「みかこし」は、大学の友人にアニメ好きであることを話したところオタクとみなされ、オタクへの敬称として「氏」をつけて「みかこ氏」と呼ばれたのが起こりで、そこから転じて「みかこし」と呼ばれるようになったものである。他の呼び名として、同じ事務所の小見川千明には「こまみ」、『日高・小松の天使になれるもん☆』でペアの日高里菜からは「こまみん」、『モーレツ宇宙海賊』関係の佐藤竜雄監督や花澤香菜からは「こまっちゃん」、『宇都宮隆の20miles』の宇都宮隆からは「みかちゃん」などと呼ばれている。なお、当人のTwitterログや番組へのファン投稿などに影響され「みかこし」を並行して使われるようになったケースも多い。
子供の頃に見た『名探偵コナン』に大きな影響を受け、以来アニメが好きでよく見ていた。また同作で主題歌を歌っていた倉木麻衣のファンで、倉木に憧れたことが芸能界入りのきっかけである。中学1、2年生くらいのころ「倉木麻衣みたいになりたい！ 会いたいー！」と言っていたところ、芸能の仕事に憧れた時期があった母が「芸能の仕事がやりたいのかな？」と捉えたようであり、オーディション雑誌を色々買ってきて、CM、事務所所属のオーディション、雑誌のモデル募集に応募してくれたという。
それだけで突っ走っていたところがあり、当初は歌手に限らず、役者、モデルなど芸能に関する様々なオーディションを受けていたが、自己PRが苦手で、なかなか受からなかったという。またのちにヒラタオフィスに所属後も相変わらずオーディションの自己PRが苦手で、CM、写真の仕事は少しくれたが、役者の仕事はなかなか決まらず、試行錯誤していたという。落ち続ける中で「こんなのやりたくない」と途中で言い出し、母と「じゃあ、これで最後にしようか」と話して受けたのが、前述の藤井隆のオーディションだった。大学在学中にも大学生で就活をどうするか考え始めていた時に将来何の仕事がしたいのか何も思い浮かばず、気持ちがさまよっていたが、その時に「倉木麻衣に会いたいな！」と原点に立ち返った野望が思い浮かんだという。一人カラオケでは倉木祭りを開催したりする。実家の壁には倉木麻衣のポスターが何枚も貼ってあるという。2014年8月には自身がパーソナリティを務める『リッスン? 〜Live 4 Life〜』で倉木がゲストという立場で共演を果たし、2015年2月にはフジテレビNEXTの番組『あたしの音楽』で共演を果たしている。2018年には自身がヒロイン役を演じた『つくもがみ貸します』のエンディングテーマである倉木の楽曲『今宵は夢を見させて』のMVに出演している。倉木同様に名探偵コナンの主題歌を多く手掛けたGARNET CROWの楽曲も好きであると自身のTwitterで発言している。また、よく知っている齋藤彩夏が『桜蘭高校ホスト部』のアニメに出演しているのを見て声優を仕事として意識した。
声優の仕事という選択肢は全くなく芝居をするとしたら、ドラマ、映画、舞台しか選択肢を思い描けておらず、小見川を知った時も、声優という選択肢があるとは感じていなかった。アニメを趣味で観ていただけであり、楽しい気分になれる、心の救いのようなものであり、仕事に繋がるとは1ミリも考えたことがなかったという。
地声が低いため自分の声が好きになれないでいたが、芝居の練習で先生から「少年っぽい」と励まされ安心したという。デビュー作である『HEROMAN』は男の子役だったこともあり、自分でも納得していたが、『モーレツ宇宙海賊』の加藤茉莉香は女の子ということもあり自分の声に慣れないでいたが、監督から「ハンサムな女子」と評されたことに喜んだことを明かしている。憧れている声優として堀江由衣、坂本真綾（アニメ・吹き替え・歌・舞台とマルチに活動するスタンスに対して）、甲斐田裕子（「かっこいい女性」として）の名を挙げている。
『「Black Holy」発売記念フリーイベント〜さぁ、サンシャインの時間だ!〜』では、裸足で生歌を披露した。唄っているうちに会場のファンの熱気で暑くなってしまい、帽子、上着、ブーツの順で脱ぎ、最終的に裸足で唄ったというもの。
2014年5月には出身地である桑名市の『桑名市東京 PR 事務局』新設記者説明会に桑名市長などと共に出席した。
楽曲制作にはGarageBandを活用している。
英検準2級を所持している。
座右の銘は、「I am me.」。

## 出演
太字はメインキャラクター。

### テレビアニメ
2010年
- HEROMAN（ジョーイ）
- まじっく快斗（生徒）
- 侵略!イカ娘（田中）

2011年
- 放浪息子（女子生徒A）
- 遊☆戯☆王ZEXAL（2011年 - 2014年、観月小鳥） - 2シリーズ
- GOSICK -ゴシック-（イアン・マスグレーブ）
- 花咲くいろは（志保、生徒F、生徒A）
- ラストエグザイル-銀翼のファム-（エリオ）

2012年
- モーレツ宇宙海賊（加藤茉莉香）
- 戦姫絶唱シンフォギア（2012年 - 2015年、安藤創世、生徒B） - 3シリーズ
- ハイスクールD×D（2012年 - 2018年、花戒桃） - 2シリーズ
- 夏色キセキ（啓太）
- 戦国コレクション（伊藤一刀斎）
- TARI TARI（ヤン、秘書）
- 織田信奈の野望（真柄直隆）
- K（2012年 - 2015年、ネコ） - 2シリーズ
- 好きっていいなよ。（未裕）

2013年
- ガールズ&パンツァー（丸山紗希）
- プリティーリズム・レインボーライブ（2013年 - 2014年、涼野いと）
- 宇宙戦艦ヤマト2199（徳川アイ子、島次郎、極東管区司令オペ、地下シェルターアナウンス）
- やはり俺の青春ラブコメはまちがっている。（2013年 - 2020年、戸塚彩加） - 3シリーズ
- ぼくは王さま（しゃぼんだまの子ども）
- 変態王子と笑わない猫。（横寺陽人〈幼少期〉）
- 幻影ヲ駆ケル太陽（月詠せれな）
- 神さまのいない日曜日（ウッラ・エウレウス・ヘクマティカ）
- 凪のあすから（2013年 - 2014年、潮留美海）
- 夜桜四重奏 〜ハナノウタ〜（男の子、幼い恭助）
- ガンダムビルドファイターズ（2013年 - 2014年、イオリ・セイ）
- ミス・モノクローム -The Animation-（2013年 - 2015年、女の子） - 3シリーズ

2014年
- ノラガミ（睦美）
- ウィザード・バリスターズ 弁魔士セシル（早乙女真夕）
- ニセコイ（2014年 - 2015年、鶫誠士郎、ツグミャー） - 2シリーズ
- 鬼灯の冷徹（2014年 - 2017年、サクヤ姫） - 2シリーズ
- ポケットモンスター XY（2014年 - 2016年、マノン） - 2シリーズ + 特別編
- ソウルイーターノット!（エターナルフェザー）
- アルドノア・ゼロ（2014年 - 2015年、網文韻子） - 2シリーズ / 2025年に総集編『アルドノア・ゼロ（Re+）』劇場上映
- アカメが斬る!（サヨ）
- アオハライド（村尾修子）
- 魔法少女大戦（神木鈴花）
- モモキュンソード（かぐや）
- オオカミ少女と黒王子（手塚愛姫）
- 天体のメソッド（戸川汐音）
- 魔弾の王と戦姫（アレクサンドラ＝アルシャーヴィン）

2015年
- 幸腹グラフィティ（椎名）
- 純潔のマリア（プリアポス）
- てさぐれ!部活もの すぴんおふ プルプルんシャルムと遊ぼう（宇佐美陽菜）
- プラスティック・メモリーズ（アンディ）
- 青春×機関銃（立花蛍）
- うしおととら（2015年 - 2016年、中村麻子） - 2シリーズ
- だんちがい（仲野弥生）
- GANGSTA.（ジンジャー）
- オーバーロード（2015年 - 2018年、ルプスレギナ・ベータ） - 3シリーズ
- 猫田のことが気になって仕方ない。（※おはスタ内で放送）（周未希子）

2016年
- ブブキ・ブランキ（種臣静流） - 2シリーズ
- 灰と幻想のグリムガル（ユメ）
- 亜人（下村泉） - 2シリーズ
- 赤髪の白雪姫（ユジナ・シェナザード）
- アクティヴレイド -機動強襲室第八係-（舩坂少年）
- Dimension W（サルバ＝エネ＝ティベスティ〈幼少期〉）
- ジョーカー・ゲーム（少年〈長男〉）
- タブー・タトゥー（ブルージィ＝フルージィ）
- この美術部には問題がある!（静香）
- テイルズ オブ ゼスティリア ザ クロス（2016年 - 2017年、ロゼ） - 2シリーズ
- 食戟のソーマ シリーズ（2016年 - 2020年、角崎タキ） - 2シリーズ
- 魔法少女?なりあ☆がーるず（魔獣）
- バーナード嬢曰く。（神林しおり）
- クラシカロイド（2016年 - 2018年、音羽歌苗） - 2シリーズ
- 名探偵コナン（2016年 - 2017年、和田陽奈） - 1シリーズ + 『小さくなった名探偵』

2017年
- 昭和元禄落語心中 -助六再び篇-（信之助）
- にゃんこデイズ（ろー、友達B、ノラネコ）
- 風夏（石見沙羅）
- チェインクロニクル 〜ヘクセイタスの閃〜（ユグド）
- ハンドシェイカー（コダマ / 阿波座こだま）
- つぐもも（2017年 - 2020年、女生徒?、只田ただたか） - 2シリーズ
- Re:CREATORS（セレジア・ユピティリア、司会）
- エロマンガ先生（神楽坂あやめ、神野めぐみの弟）
- サクラクエスト（香月早苗）
- ソード・オラトリア ダンジョンに出会いを求めるのは間違っているだろうか外伝（フェルズ）
- アトム ザ・ビギニング（堤茂斗子）
- アイカツスターズ!（オーナー）
- 夏目友人帳 陸（園川香）
- ようこそ実力至上主義の教室へ（2017年 - 2024年、伊吹澪） - 3シリーズ
- 宝石の国（シンシャ）
- クジラの子らは砂上に歌う（ギンシュ）
- いつだって僕らの恋は10センチだった。（翔太）

2018年
- たくのみ。（緑川香枝）
- ポプテピピック（2018年 - 2021年、ポプ子〈第3話Aパート / 再放送・リミックス版第8話Aパート〉）
- 覇穹 封神演義（黄氏）
- ハクメイとミコチ（ライカ）
- サンリオ男子（麗羅）
- 宇宙よりも遠い場所（安本保奈美）
- 斉木楠雄のΨ難（小力2号）
- 立花館To Lieあんぐる（月城優）
- 若おかみは小学生!（神田あかね）
- あはれ!名作くん（八木姉妹、放送）
- ヒナまつり（さよ）
- ソードアート・オンライン オルタナティブ ガンゲイル・オンライン（2018年 - 2024年、クラレンス） - 2シリーズ
- はねバド!（太郎丸美也子）
- アンゴルモア 元寇合戦記（鹿乃、笹丸）
- つくもがみ貸します（お紅）
- ゾイドワイルド（2018年 - 2019年、ペンネ）
- ゆらぎ荘の幽奈さん（神刀朧）
- はたらく細胞（未熟胸腺細胞2）
- RELEASE THE SPYCE（カトリーナ・トビー）
- 火ノ丸相撲（2018年 - 2019年、五條礼奈）
- やがて君になる（小糸怜）
- おとなの防具屋さん（2018年 - 2021年、フレアリカ、フレアリカ〈人・3才・勇者・犬・鳥・猫・厨二・本能〉、フレロリカ） - 2シリーズ

2019年
- ケムリクサ（りん、りり、シロ）
- revisions リヴィジョンズ（ミロ）
- スター☆トゥインクルプリキュア（2019年 - 2020年、香久矢まどか / キュアセレーネ）
- かぐや様は告らせたい〜天才たちの恋愛頭脳戦〜（藤原豊実）
- 八十亀ちゃんかんさつにっき（2019年 - 2022年、笹津やん菜） - 4シリーズ
- Fairy gone フェアリーゴーン（エレノア・ニード） - 2シリーズ
- 鬼滅の刃（朱紗丸）
- Dr.STONE（2019年 - 2025年、千空〈幼少期〉） - 3シリーズ
- 神田川JET GIRLS（2019年 - 2020年、山田先生）

2020年
- マギアレコード 魔法少女まどか☆マギカ外伝（2020年 - 2022年、十咎ももこ） - 3シリーズ
- 映像研には手を出すな!（さかき・ソワンデ）
- 異世界かるてっと2（ルプスレギナ）
- 八男って、それはないでしょう!（イーナ・ズザネ・ヒレンブラント）
- アルテ（アルテ）
- シャドウバース（2020年 - 2023年、ヴァネッサ・ジュスティーヌ） - 2シリーズ
- Re:ゼロから始める異世界生活（2020年 - 2021年、ミネルヴァ） - 2シリーズ
- ダンジョンに出会いを求めるのは間違っているだろうか シリーズ（2020年 - 2024年、フェルズ） - 4シリーズ
- 半妖の夜叉姫（2020年 - 2022年、せつな） - 2シリーズ
- 戦翼のシグルドリーヴァ（リズベット・クラウン）
- いわかける! - Sport Climbing Girls -（岩峰一愛）
- 呪術廻戦（2020年 - 2023年、禪院真希） - 2シリーズ
- ドラゴンクエスト ダイの大冒険 (2020)（2020年 - 2022年、マァム、偽マァム）

2021年
- EX-ARM エクスアーム（上園美波）
- 転生したらスライムだった件（2021年 - 2024年、ティス） - 2シリーズ
- バック・アロウ（プラーク・コンラート）
- 怪物事変（形無）
- マジカパーティ（2021年 - 2022年、ケズル）
- イジらないで、長瀞さん（2021年 - 2023年、ガモちゃん） - 2シリーズ
- EDENS ZERO（2021年 - 2023年、レベッカ・ブルーガーデン） - 2シリーズ
- Vivy -Fluorite Eye's Song-（オサム）
- さよなら私のクラマー（財前奈々美）
- 七つの大罪 憤怒の審判（トリスタン）
- セスタス -The Roman Fighter-（カサンドーラ）
- かげきしょうじょ!!（中山リサ）
- ジャヒー様はくじけない!（サルワ）
- 白い砂のアクアトープ（島袋薫）
- ヴァニタスの手記（2021年 - 2022年、ミハイル） - 2シリーズ
- ドラえもん（テレビ朝日版第2期）（ドラヤキ星人(2)）
- 月とライカと吸血姫（ローザ・プレヴィツカヤ）
- プラオレ!〜PRIDE OF ORANGE〜（松永羊子）

2022年
- ドールズフロントライン（ジャンシアーヌ）
- トライブナイン（神木結衣）
- プリンセスコネクト!Re:Dive Season 2（マコト）
- ラブオールプレー（櫻井花）
- アオアシ（金子葵、冨樫慶司〈小学生〉）
- 連盟空軍航空魔法音楽隊ルミナスウィッチーズ（グレイス・メイトランド・スチュワード）
- プリマドール（夕霧）
- シャインポスト（日生優希）
- 異世界おじさん（2022年 - 2023年、藤宮）
- 最近雇ったメイドが怪しい（藤崎）
- ちみも（地獄先輩）
- ぷにるんず（2022年 - 2025年、えねるん、あおい） - 5シリーズ
- アキバ冥途戦争（ディーラーメイド）
- 虫かぶり姫（アンナ・ヘイドン）

2023年
- 東京リベンジャーズ（柴柚葉）
- 陰の実力者になりたくて!（ベアトリクス）
- 人間不信の冒険者たちが世界を救うようです（キズナ）
- TRIGUN STAMPEDE（クロニカ）
- 神無き世界のカミサマ活動（リシュ）
- 転生貴族の異世界冒険録〜自重を知らない神々の使徒〜（レファーネ）
- 夢見る男子は現実主義者（佐城楓）
- Helck（ヴァミリオ）
- うちの会社の小さい先輩の話（篠崎豊）

2024年
- 望まぬ不死の冒険者（ロレーヌ）
- 結婚指輪物語（2024年 - 、アンバル） - 2シリーズ
- 花野井くんと恋の病（日生かがり）
- ささやくように恋を唄う（水口亜季）
- ネガポジアングラー（姉さん）
- 合コンに行ったら女がいなかった話（蘇芳）
- 魔法使いになれなかった女の子の話（カイ＝ミライ）
- 科学×冒険サバイバル!（2024年 - 2025年、ダイヤ）

2025年
- FARMAGIA（ナーレス）
- 俺は星間国家の悪徳領主!（クリスティアナ）
- 勘違いの工房主〜英雄パーティの元雑用係が、実は戦闘以外がSSSランクだったというよくある話〜（クルト）
- ウィッチウォッチ（真桑悠里）
- キミと僕の最後の戦場、あるいは世界が始まる聖戦 Season II（ケルヴィナ）
- アポカリプスホテル（トマリ＝イオリ）
- 銀河特急 ミルキー☆サブウェイ（リョーコ）
- CITY THE ANIMATION（南雲美鳥）
- 強くてニューサーガ（キルレン）

時期未定
- 姫騎士様のヒモ（アルウィン）

### 劇場アニメ
2011年
- トワノクオン（ユーマ）

2013年
- 言の葉の庭（相沢）

2014年
- 劇場版 K MISSING KINGS（ネコ）
- 劇場版 プリティーリズム・オールスターセレクション プリズムショー☆ベストテン（涼野いと）
- モーレツ宇宙海賊 ABYSS OF HYPERSPACE -亜空の深淵-（加藤茉莉香）

2015年
- 亜人（2015年 - 2016年、下村泉） - 3部作
- ラブライブ!The School Idol Movie（スクールアイドル）
- ガールズ&パンツァー 劇場版（丸山紗希）

2017年
- KING OF PRISM -PRIDE the HERO-（涼野いと）

2018年
- TIME DRIVER 僕らが描いた未来（ちび勇斗）
- 劇場版 プリパラ&キラッとプリ☆チャン 〜きらきらメモリアルライブ〜（涼野いと）
- 劇場アニメーション K SEVEN STORIES（ネコ）
- 若おかみは小学生!（神田あかね）
- モンスターストライク THE MOVIE ソラノカナタ（ウリエル）

2019年
- 劇場版 ダンジョンに出会いを求めるのは間違っているだろうか -オリオンの矢-（フェルズ）
- 映画 プリキュアミラクルユニバース（香久矢まどか / キュアセレーネ）
- 映画 スター☆トゥインクルプリキュア 星のうたに想いをこめて（香久矢まどか / キュアセレーネ）

2020年
- KING OF PRISM ALL STARS -プリズムショー☆ベストテン-（シュワルツ親衛隊）
- どうにかなる日々（あやさん）
- 映画 プリキュアミラクルリープ みんなとの不思議な1日（香久矢まどか / キュアセレーネ）
- モンスターストライク THE MOVIE ルシファー 絶望の夜明け（ウリエル）
- 劇場版 Fate/Grand Order -神聖円卓領域キャメロット-（2020年 - 2021年、玄奘三蔵） - 前後編

2021年
- アイの歌声を聴かせて（アヤ）
- 劇場版 呪術廻戦 0（禪院真希）

2022年
- グッバイ、ドン・グリーズ!（トトの姉）
- ブルーサーマル（矢野ちづる）
- 映画ざんねんないきもの事典（ワンダ）

2024年
- 風都探偵 仮面ライダースカルの肖像（鳴海亜樹子、メリッサ）

### OVA
2012年
- コードギアス 亡国のアキト（ケイト・ノヴァク）

2013年
- 参乗合体 トランスフォーマーGo!（帯刀勇）

2014年
- チェインクロニクル 〜ショートアニメ〜（カイン）
- ニセコイ（鶫誠士郎） - コミックス第14・16・17巻DVD付き同梱版に収録

2015年
- わーなびっ.jk ピクチャードラマ2 〜ゆとり×さとり めぐりあい!!〜（泉永久恋愛）

2016年
- 亜人（下村泉 ） - コミックス第9巻DVD付き限定版に収録
- 「英雄」解体（面鳴紅玉）
- ブラッククローバー（ユノ〈幼少期〉）

2017年
- 鬼灯の冷徹（サクヤ姫） - コミックス第24巻DVD付き限定版

2018年
- ゆらぎ荘の幽奈さん（2018年 - 2020年、神刀朧） - コミックス第12・13・24巻アニメBD同梱完全受注限定版

2019年
- エロマンガ先生（神楽坂あやめ）

2020年
- 転生したらスライムだった件（ティス） - 漫画版第14 - 16巻OAD付き限定版

2025年
- アルドノア・ゼロ EP24.5:雨の断章 -The Penultimate Truth-（網文韻子）

時期未定
- ガールズ&パンツァー 最終章（丸山紗希）

### Webアニメ
2010年代
- ヘタリアシリーズ（2014年 - 2015年、ワイ） - 2シリーズ
- モンスターストライク（2016年 - 2018年、ウリエル）
- モンソニ! ダルタニャンのアイドル宣言（2017年、ウリエル）
- ガンダムビルドシリーズファイターズ GMの逆襲 / バトローグ（2017年、イオリ・セイ） - 2作品
- ポプテピピック×日本中央競馬会JRA「ポプテピ記念」（2018年、ポプ子〈前半〉）
- 異世界居酒屋〜古都アイテーリアの居酒屋のぶ〜（2018年、リオンティーヌ）
- 7SEEDS（2019年 - 2020年、梨本茜） - 2シリーズ
- Fate/Grand Order -絶対魔獣戦線バビロニア- Episode 0 Initium Iter（2019年、玄奘三蔵）

2022年
- 風都探偵（鳴海亜樹子）
- ロマンティック・キラー（リリ）
- 七つの大罪 怨嗟のエジンバラ（トリスタン〈少年期〉）

2023年
- Fate/Grand Order 藤丸立香はわからない（2023年 - 2025年、カイニス、玄奘三蔵） - 2シリーズ
- ガンダムビルドメタバース（イオリ・セイ）
- 転生したらスライムだった件 コリウスの夢（ティス）

2024年
- SAND LAND: THE SERIES（アン）
- 崩壊:スターレイル ショートアニメ（飛霄）
- 〈物語〉シリーズ オフ&モンスターシーズン（貼交帰依）

2025年
- キャッツ・アイ（来生瞳）

### ゲーム
2011年
- 遊☆戯☆王ゼアル デュエルターミナル（観月小鳥）

2012年
- 恋してアニ研（南高子）
- 嫁コレ（2012年 - 2013年、加藤茉莉香、潮留美海、小松未可子〈本人役〉）

2013年
- ガールフレンド（仮）（2013年 - 2024年、千代浦あやめ）
- 解放少女 SIN（環小神子）
- 神次元ゲイム ネプテューヌV（鉄拳ちゃん） - DLC追加キャラクター
- スーパーロボット大戦UX（ジョセフ・カーター・ジョーンズ）
- 超次次元ゲイム ネプテューヌRe;Birth1（鉄拳ちゃん）
- 超速変形ジャイロゼッター アルバロスの翼（あいる）
- 秘書コレクション 〜どきどき♥秘密の社長室〜（サイバーアイドル秘書）
- プリティーリズム（いと）
- やはりゲームでも俺の青春ラブコメはまちがっている。（戸塚彩加）
- 遊☆戯☆王ゼアル 激突！デュエルカーニバル！（観月小鳥）

2014年
- ガールズ&パンツァー 戦車道、極めます!（丸山紗希）
- 神様と運命覚醒のクロステーゼ（宙海マリエル）
- 神次次元ゲイム ネプテューヌRe;Birth3 V CENTURY（鉄拳ちゃん）
- 学園K -Wonderful School Days-（ネコ）
- 境界の黒翼 アサルトレイヴン（フィーネ・ブッシュバウム）
- しんぐんデストロ〜イ!（鉄拳）
- 神撃のバハムート（サリッサ）
- 戦場のウエディング（亡霊船船長フィオナ）
- 爽海バッカニアーズ!（リアン＝ロレンス）
- 超次次元ゲイム ネプテューヌRe;Birth2 SISTERS GENERATION（鉄拳ちゃん）
- ニセコイ マジコレ!? / ヨメイリ!?（鶫誠士郎） - 2作品
- ハイスクールD×D NEW FIGHT（花戒桃）
- 82Hブロッサム（基山ルイ）
- 魔法少女大戦 ZANBATSU（神木鈴花）
- 恋鎖反応（舘原夏奈）

2015年
- オルタンシア・サーガ -蒼の騎士団-（アンネ、エミリア）
- 音速少女隊 -Photon Angels-（マルシア・ポンテス）
- 乖離性ミリオンアーサー（可憐型傭兵アーサー）
- 学園K -Wonderful School Days- V Edition（ネコ）
- 艦隊これくしょん -艦これ-（秋津洲、照月）
- グランブルーファンタジー（2015年 - 2024年、スィール、バイヴカハ〈ヴァハ〉、トリステット、禪院真希）
- 白猫プロジェクト（オレリア・バレリアーノ）
- スクールファンファーレ（六車真生）
- 戦国姫譚MURAMASA-雅-（前田慶次、高橋紹運、松風）
- テイルズ オブ ゼスティリア（ロゼ）
- ドラゴンクエストヒーローズ 闇竜と世界樹の城（ジュリエッタ）
- ヴァリアントナイツ（ヴォルフ＝パラノア）
- ファントム オブ キル（グリダヴォル）
- プリンセスコネクト!（安芸真琴）
- メザマシフェスティバル 〜夢喰いと目覚まし屋〜（カルミア）
- 乱撃!魔法学園 -ムリムリ女神- by GMO（アテナ）

2016年
- あんさんぶるガールズ!!（黒森すず）
- 御城プロジェクト:RE（春日山城、八王子城、墨俣城、山中城、ホーエンザルツブルク城）
- クイズRPG 魔法使いと黒猫のウィズ（ルツィア・タウンゼンド）
- 限界凸騎 モンスターモンピース NAKED（クロエ）
- ゴッドオブハイスクール【神スク】（高月茜）
- シノビナイトメア（キキョウ）
- Shadowverse（千雨の槍使い、煌角の戦士・サリッサ）
- STARLY GIRLS -Episode Starsia-（アンタレス）
- 世界樹の迷宮V 長き神話の果て（レムス）
- ゼルダ無双ハイラルオールスターズ（リンクル）
- ドラゴンクエストヒーローズII 双子の王と予言の終わり（ジュリエッタ）
- ドリフトガールズ（日野原真呼）
- ファンタジーウォータクティクス（イアン）
- Fate/Grand Order（2016年 - 2023年、玄奘三蔵、ワルキューレ・ヒルド、ワルキューレ・エルルーン、カイニス）
- 編隊少女 -フォーメーションガールズ-（東雲朝日子）
- やはりゲームでも俺の青春ラブコメはまちがっている。続（戸塚彩加）
- Magicians DEAD（キャトル）

2017年
- おどりたが〜る! -祭り短し踊れよ乙女-（瀬戸周）
- 黒騎士と白の魔王（パリカー）
- クロノスエイジ（ジャスミン）
- スーパーボンバーマン R（ピンクボン）
- 旋光の輪舞2（フィロメナ・パスクィーニ、ニーノ・ピッチョーリ）
- 戦場のツインテール（ジェミー）
- ニューダンガンロンパV3 みんなのコロシアイ新学期（白銀つむぎ）
- ブルー リフレクション 幻に舞う少女の剣（菅本しほり）
- ミリオンアーサー アルカナブラッド（リース）
- よるのないくに2（ルーエンハイド・アリアロド）
- ラジアントヒストリア パーフェクトクロノロジー（ネメシア）
- WORLD CLUB Champion Football 2016-2017（アンネ・マイヤー）
- クラッシュ・オブ・パンツァー（バーナデット・モントゴメリー）
- マギアレコード 魔法少女まどか☆マギカ外伝（2017年 - 2022年、十咎ももこ）
- レイヤードストーリーズ ゼロ（テルミ、リシア、オルレアン）
- 誰ガ為のアルケミスト（ヴィヴィ）
- メギド72（2017年 - 2023年、ウァサゴ、ムルムル）
- ダンジョンに出会いを求めるのは間違っているだろうか 〜メモリア・フレーゼ〜（フェルズ）

2018年
- 装甲娘（ミクリヤマココ、アマノユリカ、クロダミハギ）
- テイルズ オブ ザ レイズ（ロゼ）
- ガンダムバーサス（イオリ・セイ）
- 機動戦士ガンダム エクストリームバーサス マキシブースト ON（イオリ・セイ）
- プリンセスコネクト！Re:Dive（2018年 - 2024年、マコト / 安芸真琴）
- ガールズ&パンツァー ドリームタンクマッチ（丸山紗希）
- アズールレーン（シムス）
- かんぱに☆ガールズ（イト・ヨヒトヨ）
- スーパーロボット大戦X-Ω（2018年 - 2019年、イオリ・セイ）
- ソードアート・オンライン フェイタル・バレット（クラレンス） - DLC追加キャラクター
- League of Legends（アカリ）
- ワイルドアームズ ミリオンメモリーズ（ヴァージニア・マックスウェル）
- ブレイドスマッシュ（アンジュ）
- モンスターストライク（2018年 - 2024年、ウリエルMV、マァム、禪院真希、ベアトリクス）
- キャプテン翼ZERO 〜決めろ!ミラクルシュート〜（マリア モレーノ）
- 機動戦士ガンダム エクストリームバーサス2（2018年 - 2025年、イオリ・セイ） - 4作品
- ゆらぎ荘の幽奈さん 湯けむり迷宮（神刀朧）
- 鬼武者（かえで）
- ゲシュタルト・オーディン（リース）
- プレカトゥスの天秤（ロイ・ベルアン）
- 星と翼のパラドクス（ヒカリ）
- イドラ ファンタシースターサーガ（ローザリンデ）

2019年
- RELEASE THE SPYCE secret fragrance（カトリーナ・トビー）
- 47 HEROINES（鷹勇希）
- MASS FOR THE DEAD（ルプスレギナ・ベータ）
- プリキュア つながるぱずるん（香久矢まどか / キュアセレーネ）
- いつでも はたらく細胞（未熟胸腺細胞2）
- ゆらぎ荘の幽奈さん ドロロン温泉大紀行!（神刀朧）
- ラストイデア（イリーナ）
- ガーディアン・プロジェクト（カッシング）
- 不思議の幻想郷 -ロータスラビリンス-（依神紫苑）
- 妖怪餐廳（月鈴）
- イースIX -Monstrum NOX-（白猫）
- SDガンダム GGENERATION CROSSRAYS（ユハナ・ハクリ）
- 東方キャノンボール（物部布都）
- ブラウンダスト（キリア）
- スーパーロボット大戦DD（2019年 - 2023年、網文韻子）

2020年
- きららファンタジア（2020年 - 2022年、椎名）
- 戦姫絶唱シンフォギアXD UNLIMITED（安藤創世）
- 七つの大罪 〜光と闇の交戦〜（ロキシー）
- 聖剣伝説3 TRIALS of MANA（リース）
- 装甲娘 ミゼレムクライシス（2020年 - 2021年、ジョーカー、アキレスD9、チョウヒ、ジョーカーX）
- 八男って、それはないでしょう!〜もう一人の転生者〜（イーナ）
- 放置少女〜百花繚乱の萌姫たち〜（小喬〈2代目〉）
- 浮島物語 Aspida Story〜最強刻印士になるストーリー（ヘラ）
- ロストアーク（モカモカ）
- 遊戯王 デュエルリンクス（観月小鳥）
- ヒーローカンターレ（オデット）
- ドラゴンクエスト ダイの大冒険 クロスブレイド（マァム）
- KAMEN RIDER memory of heroez（鳴海亜樹子）
- シャドウバース チャンピオンズバトル（ヴァネッサ・ジュスティーヌ）
- セブンナイツ〜時空の旅人〜（灯凛）
- Go!Go!5次元GAME ネプテューヌ re★Verse（鉄拳ちゃん）

2021年
- シャイニングニキ（紅）
- 八男ってそれはないでしょう！〜アンサンブルライフ〜（イーナ）
- ブレスモバイル
- 共闘ことばRPG コトダマン（2021年 - 2022年、ダント、カナノ、禪院真希）
- スーパーボンバーマン R オンライン（ピンクボン）
- Epic Seven（イリーナブ）
- クッキーラン: キングダム（レッドチリ味クッキー）
- ワールドフリッパー（ストライナ）
- PUBG Mobile（ボイスカード「小松未可子A」）
- ドラゴンクエスト ダイの大冒険 -魂の絆-（マァム）
- ガーディアンテイルズ（ビシュバーク、マァム）
- ミリオンモンスター（メギストス）
- 鬼滅の刃 ヒノカミ血風譚（朱紗丸）
- ラグナドール 妖しき皇帝と終焉の夜叉姫（天邪鬼）
- セブンナイツ2（イアン）
- 三国志名将伝（周不疑）
- SHAMAN KING ふんばりクロニクル（コエル）
- カウンターサイド（シロコ）
- 東方ダンマクカグラ（紅美鈴）

2022年
- アナザーエデン 時空を超える猫（ミナルカ）
- 阿卡夏計劃（克洛爾）
- THE KING OF FIGHTERS XV（B.ジェニー） - DLC追加キャラクター
- プリコネ！グランドマスターズ（マコト）
- EVE ghost enemies（レイス）
- 聖剣伝説 ECHOES of MANA（リース）
- ぷよぷよ!!クエスト（禪院真希）
- エターナルツリー（ドゥーベ）
- Echocalypse -緋紅の神約-（タウエレト）
- 機動戦士ガンダム アーセナルベース（2022年 - 2023年、イオリ・セイ）
- 機動戦士ガンダム 鉄血のオルフェンズG（ユハナ・ハクリ）
- 勝利の女神:NIKKE（センチ）

2023年
- エロイカ（ミレーナ）
- モンスターストライク ミステリーレコード（ルリ）
- あんさんぶるスターズ!! Music / Basic（青葉つむぎ〈幼少期〉） - 2作品
- 404 GAME RE:SET -エラーゲームリセット-（サンダーブレード）
- ポケモンマスターズEX（カイ）
- インフィニティ ストラッシュ ドラゴンクエスト ダイの大冒険（マァム）
- 呪術廻戦 ファントムパレード（禪院真希）
- ブルーアーカイブ -Blue Archive-（2023年 - 2025年、桐生キキョウ）
- タイムギャル リバース（カタリナ）

2024年
- 金色のガッシュベル!! 永遠の絆の仲間たち（しおり）
- 呪術廻戦 戦華双乱（禪院真希）
- ファントム オブ キル -オルタナティブ・イミテーション-（グリダヴォル、ワズラ）
- SAND LAND（アン）
- モンソニ!（ウリエル）
- 原神（マーヴィカ）
- 崩壊:スターレイル（飛霄）
- FARMAGIA（ナーレス）

2025年
- アサルトリリィ Last Bullet（谷口聖）
- ユミアのアトリエ ～追憶の錬金術士と幻創の地～（ニーナ・フリーデ）
- 魔法少女まどか☆マギカ Magia Exedra（十咎ももこ）
- レスレリアーナのアトリエ 〜千の国々と万物の管理者〜（ニーナ・フリーデ）
- 餓狼伝説 City of the Wolves（B.ジェニー）
- シャインポスト Be Your アイドル!（日生優希）
- 鬼滅の刃 ヒノカミ血風譚2（朱紗丸）

### パチンコ・パチスロ
- CRフィーバーモーレツ宇宙海賊（2014年、加藤茉莉香）
- 乙女マスターズ〜空を翔る白き軌跡〜（2018年、織田ノブナガ）
- CR戦国乙女5 10th Anniversary（2018年、織田ノブナガ）
- スマスロ マギアレコード 魔法少女まどか☆マギカ外伝（2025年、十咎ももこ）
- e マギアレコード 魔法少女まどか☆マギカ外伝（2025年、十咎ももこ）

### ドラマCD
- L♥DK（西森葵）※コミックス第8巻ドラマCD付き特装版
- かげきしょうじょ!!（中山リサ）※Blu-ray第3・4巻特典CD
- 今日のケルベロス（シロガネ[409]）
- くだみみの猫（飯綱子猫[410]）※コミックス第3巻ドラマCD付きアニメイト限定版
- 劇場版 Fate/Grand Order -神聖円卓領域キャメロット- 後編 Paladin; Agateram 豪華版パンフレット付属「Character Radio CD」（2021年、玄奘三蔵）
- 子ひつじは迷わない 走るひつじが1ぴき・前編・後編（宮野）
- 世界で一番おっぱいが好き!（市原千秋[411][412])※コミックス第3・4巻ドラマCD付きとらのあな限定版
- 人狼 - Chaotic Time -（ソフィア・ハイン[413]）
- 世界樹の迷宮IV 囚われの巫女と三姉弟（エレノア・ヴァラディ）
- 月が綺麗ですね（千里[414]） - コミックス3巻ドラマCD付き特装版
- 出番ですよ!カグヤさま（支倉結太[415]）※第2巻ドラマCD付き限定特装版
- ニセコイ（鶫誠士郎）※コミックス第9巻ドラマCD付同梱版[416]
- パパムパ（五十嵐直子[417]）
- ひまわりさん（風祭風子[418]）
- ふしぎ荘+住人×住人（空 他[419]）
- プリンセスコネクト！Re:Dive PRICONNE CHARACTER SONG（マコト） - 第9弾・第11弾
- ヘタリア ドラマCD インターバルVol.3「北欧ファイブ!」（ワイ公国[420]）
- やはり俺の青春ラブコメはまちがっている。（戸塚彩加[421]）
- 輪廻のラグランジェ 〜暁月のメモリア〜（サヌ[422]）
- モーレツ宇宙海賊 ドラマCD「海賊怪談」（加藤茉莉香）
- ひなビタ♪ 日向美ビタースイーツ♪〜SWEET SMILE COLLECTION〜 カップリングB（星見日向）
- ヤンキーショタとオタクおねえさん（乙花しずか[423]）
- Z/X -Zillions of enemy X- NF DramaCD 16「ユニバース・プリンセス」（夜刀うらら）

### 吹き替え

#### 担当俳優
メリッサ・ブノワ
- アローバース（カーラ・ダンバース / スーパーガール）
  - SUPERGIRL/スーパーガール（2016年 - 2021年
  - インベージョン! 最強ヒーロー外伝（2017年）

- ジェイ&サイレント・ボブ リブートを阻止せよ!（2019年、本人役）

#### 映画
- 白雪姫と鏡の女王（2013年、白雪姫〈リリー・コリンズ〉）
- 愛しのゴースト（2014年、ナーク〈ダビカ・ホーン〉[425]）
- 殺人魚獣 ヘビッシュ（2014年、アシュレイ〈エイラ・ケル〉）
- ハーモニー・オブ・ザ・デッド（2015年、ルー〈クイン・マッコルガン〉）
- インシディアス 序章（2016年、クイン・ブレナー〈ステファニー・スコット〉）
- インデペンデンス・デイ: リサージェンス（2016年、レイン・ラオ〈アンジェラベイビー〉[426]）
- 西遊記2〜妖怪の逆襲〜（2017年、小善〈リン・ユン〉）
- 禁じられた遊び（2020年、ミシェル・ドレ〈ジョルジュ・プージュリー〉[427]）※N.E.M版
- 雨とあなたの物語（2022年、スジン〈カン・ソラ〉）
- 猿の惑星/キングダム（2024年、ノヴァ〈フレイヤ・アーラン〉[428]）

#### ドラマ
- glee/グリー（2012年、ハーモニー）
- ワンス・アポン・ア・タイム（2013年、エヴァ/グレーテル）
- Dr.JIN（2014年、ホン・ヨンレ / ジン・ミナ〈パク・ミニョン〉）
- ヒューマンズ（2015年、マティー〈ルーシー・カーレス〉）
- 秘密の扉（2016年、ソ・ジダム〈キム・ユジョン〉）
- ギフテッド 新世代X-MEN誕生（2017年 - 2019年、ローレン・ストラッカー〈ナタリー・アリン・リンド〉）
- ドラキュラ伯爵 #2（2020年、ルヴェン夫人〈リリー・ドッズワース・エバンス〉）
- ホント無理だから（2021年、セワン〈パク・セワン〉[429]）
- ロスト・シンボル（2022年、キャサリン〈ヴァロリー・カリー〉[430]）
- ムーンナイト（2022年、レイラ〈メイ・カラマウィ〉[431]）
- キリング・カインド 〜危険な関係〜（2024年、イングリッド・ルイス〈エマ・アップルトン〉[432]）

#### アニメ
- 劇場版ミッフィー どうぶつえんで宝さがし（2013年、ミッフィー[433]）
- ブレイベスト・ウォリアーズ（2019年、ベス[434]）
- クズ悪役の自己救済システム（2023年、紗華玲[435]）

### デジタルコミック
- VOMIC ミカド☆ボーイ（2013年、銀[436]）
- Splatoon（2017年、ゴーグルくん、ニットキャップちゃん[437]）
- ジャンプチャンネル 予言のナユタ（2021年、ナユタ[438]）
- ジャンプチャンネル 殺し愛（2021年、マチルダ[439]）
- 『ウィッチウォッチ』ショートコント動画（2022年 - 2023年、若月ニコ 他[440]）
- フラコミチャンネル 三日月まおは♂♀をえらべない（2022年、三日月まお[441]）
- ささやくように恋を唄う（2024年 - 2025年、水口亜季[442]）

### オーディオドラマ
- 人狼への転生 魔王の副官（2016年、YouTube「アース・スターノベルチャンネル」配信、アイリア[443]）
- 英雄教室（2017年、 第7巻 オーディオドラマダウンロードシリアルコード付き限定版、アーネスト[444]）
- 第5護衛隊群かく戦えり -女子部-（映画『空母いぶき』より）（2019年、映画公式サイト配信、葛城政直[445]）
- 鍛冶屋ではじめる異世界スローライフ ASMRボイスドラマ（2021年、YouTube「KADOKAWAanime」配信（無料版＆小説4巻紙書籍の帯でのURL配布版）、サーミャ[446]）

### ラジオドラマ
- Swing!!（2018年、RADIO TOMO「エルラジ〜創作活動応援部〜」配信、岡本夏陽[447]）

### ラジオ
※はインターネット配信。
- A&G NEXT GENERATION Lady Go!!（2010年 - 2015年、超!A&G+※）2011年3月まで月曜日パーソナリティ・2011年4月より火曜日パーソナリティ
- 日高・小松の天使になれるもん☆（2011年 - 2012年、マリン・エンタテインメント※）
- 東海ラジオ ミッドナイトスペシャル 宇都宮隆の20miles（2012年、東海ラジオ）
- KR（2012年、アニメイトTV※）
- みかこしのラジこし（2012年 - 2016年、ラジオ関西）[448]
- K of Radio【KR】（2012年 - 2013年、アニメイトTV※）特別編・最終回はUstream配信
- 恋してラジ研（2012年 - 2013年、アニメイトTV※）
- four-tune!（2012年 - 2014年、マリン・エンタテインメント※）
- リッスン? 〜Live 4 Life〜（2013年- 2015年、文化放送・東海ラジオ）
- 凪のあすからじお（2014年、音泉※、HiBiKi Radio Station※）[449]
- K of Radio 3rd（2014年、アニメイトTV※）
- カウントダウン・アニメ敵キャラクター（2014年8月18日、NHKラジオ第1） - パーソナリティ[450]
  - カウントダウン・アニメヒロイン（2014年12月29日、NHKラジオ第1） - パーソナリティ
- ガールズ&パンツァーRADIO ウサギさんチーム、訓練中！（2015年 - 2016年、音泉※、ランティスウェブラジオ※ / 2015年、アニメイトTV※、茨城放送[451]）
- K of Radio 4th（2015年、アニメイトTV - ウェイバックマシン（2012年6月17日アーカイブ分）※）
- リッスン? 2-3（2015年 - 2018年、文化放送）
- ダレデモ×スクランブル（CBCラジオ ナガオカ×スクランブル木曜内包番組） - みかこし×スクランブルとして放送。
- FgG presents 小松未可子と優木かなの★★★★★★[注 1]（2015年 - 2017年、文化放送、超A&G+※）[454]
- 小松未可子・沢井美空・A応PのMissラジオ〜ミッドナイトカフェ〜（2015年 - 2016年、文化放送）[455]
- K of Radio 5th KR Go!!（2015年 - 2016年、アニメイトTV - ウェイバックマシン（2012年6月17日アーカイブ分）※）
- 灰と幻想のグリムガル 何もないラジオ（2015年 - 2016年、音泉※）[456]
- 小松未可子・西山宏太朗 Twilight 〜夕凪のレストラン〜（2016年 - 2017年、文化放送、AG-ON※）[457]
- チュパカブRADIO（2017年、間野山観光協会※）
- ガールズ&パンツァーRADIO ウサギさんチーム、まだまだ訓練中!（2017年 - 2018年、音泉※）[458]
- 小松未可子のWhat is day?（2017年、マンガPark※）[459]
- エブリスタ・マンガボックス presents 豊永・小松・三上の真夜中のラジオ文芸部（2018年 - 2020年、文化放送・YouTube※）[460]
- 小松未可子のなるなるRadio（2018年、SoundCloud※）
- つくもがみ貸します〜出雲屋見聞録〜（2018年、音泉※）[461]
- ゾイドワイルド〜本能解放ラジオ〜（2018年、MBSラジオ）
- &CAST!!!アワー 小松未可子・近藤玲奈のラブパレット!（2019年 - 2020年、&CAST!!!※、超A&G+※）
- 小松未可子・石原夏織のFUN'S PROJECT LAB!（2020年 - 2021年、文化放送）[462]
- 小松未可子と三上枝織のこんなステキな夜だから…（2020年 - 2021年、OPENREC.tv※）[463]
- 小松未可子のSunday Share Night（2022年 -  2024年、文化放送 / 2022年 - 2025年、超A&G+※）[464]

### ラジオCD
- 日高・小松の天使になれるもん☆AA DJCD Vol.1（2012年10月24日）
- 宝探し 〜至高のペルソナ〜 ラジオCD（2012年12月26日）
- 宇都宮隆の20miles DJCD（2012年11月7日）
- みかこしのラジこし ラジこCD 第1夜（2013年9月1日）、第2夜(2014年11月5日)
- 小松未可子のミュ〜コシプラス（2013年）
- K WebラジオDJCD KR Vol.1 - 3（2012年 - 2014年）
- ゆきんこ・りえしょんのいちごまみれだよ〜 ラジオCD 1カゴめ（2014年）[465]※録りおろしゲスト
- 灰と幻想のグリムガル 何もないラジオ
  - お試しワンコインラジオCD特別版（2015年）[466]
  - ラジオCD Vol.1 - 2（2016年）[467][468]

### ビデオ
- 宝探し 〜至高のペルソナ〜 in マザー牧場（2012年9月12日）[469]
- 人狼バトル〜missing girl in fairyland〜（2014年2月12日）
- 「ドラゴンスピーチ11（日本語版）トレーニングビデオ」（2014年3月25日）
- DVD付き みならい女神プルプルんシャルム(1)（2014年4月8日）

### テレビドラマ
- 生徒諸君!教師編（2007年、テレビ朝日系）
- アテンションプリーズSP（2008年、フジテレビ系）
- フキデモノと妹（2008年、テレビ朝日系）
- 警視庁捜査一課9係（2008年、テレビ朝日系）

### バラエティ
- ぶちぬき（2005年、テレビ東京系）
- 全力坂（2007年8月8日、テレビ朝日）
- サキよみ ジャンBANG!（2011年2月25日・8月26日、テレビ東京）
- リスアニ!TV（2013年1月 - 3月、TOKYO MX、MUSIC ON! TV）※「みかこっそり探検隊」コーナー出演。
- ニッポンアニメ100 あけおめ!声優大集合（2017年12月31日 - 2018年1月1日、NHK BSプレミアム）
- アニ☆ステ（2018年、日本テレビ）
- いよいよ開幕!アニメ「つくもがみ貸します」（2018年7月18日、NHK総合テレビ）[470]

### ナレーション
- クローズアップ現代（2022年4月5日 - ）[471]
- 歴史の専門家が選ぶ 難攻不落！最強の城総選挙（2022年9月26日、テレビ朝日） - 城娘ちゃん[472]
- 岩合光昭の世界ネコ歩きmini（2023年 - ）

### インターネット番組
- Say You Love!（見参楽（2011年、みさんが!）
- 小見川千明＆小松未可子 フタリゴト（2011年、あっ!とおどろく放送局）
- あっ!とサンデーLIVE（小見川千明&小松未可子 生放送でフタリゴト!2011 夏）（2011年、あっ!とおどろく放送局）
- TVアニメ幸腹グラフィティPRESENTS ムネやけ（2014年 - 2015年、HiBiKi Radio Station）[473]
- 間野山観光協会作戦報告会議（2017年、ニコニコ生放送※）[474]
- 声優と夜あそび（2020年 - 2022年、ABEMA※）

### PV
- ET-KING「ふたりの歌」（2008年）
- 倉木麻衣「今宵は夢を見させて」（2018年）
- オーバーラップ文庫「犬と勇者は飾らない」（2020年、ナレーション/こづみ[475]）
- 月刊コミックジーン「マーディスト ―死刑囚・風見多鶴―」（2021年、ナレーション/風見多鶴[476]）
- 「姫騎士様のヒモ」（2022年、アルウィン・メイベル・プリムローズ・マクタロード[477]）

### CM
- 三菱電機／液晶テレビREAL『赤い傘編』（2008年5月 - ）
- 三菱電機／液晶テレビREAL『ひそひそ話篇』（2008年12月 - ）
- 月刊少年ガンガン8月号（2010年7月）
- 月刊少年ガンガン9月号（2010年8月）
- 月刊少年ガンガン10月号（2010年9月）
- 遊☆戯☆王ゼアル オフィシャルカードゲーム スターターデッキ2012（2012年3月 - ）
- キングレコードスターチャイルドレーベル関連ラジオCM（2012年4月 - ）
- ビブレ北大路店 2015年ウィンターバーゲンCM（2015年1月-）

### WEB
- ニコレット／ハッピーに禁煙ツアー（2010年9月 - 2011年2月）
- Amazon Audible『きらきらひかる』（2023年）

### 舞台
- 〜爆弾を胸に抱いて〜（2010年4月）主演 小夏 役
- ほしのこえ（2015年4月）主演 長峰美加子 役（トリプルキャスト）
- スター☆トゥインクルプリキュア ドリームステージ（2019年7月 - ）香久矢まどか / キュアセレーネ（声の出演）

### 雑誌
- アサヒカメラ（2008年）
- とらばーゆ表紙（2009年）
- 和のウェディング（2009年）
- 声優アニメディア
- アニメディア
- アニメージュ
- 月刊少年ガンガン
- フォトテクニック表紙と巻頭グラビア（2013年7月号）
- おとなの Windows（ウィンドウズ）（2013年2月号）（2014年2月号）

### その他コンテンツ
- ノベルアプリ『RENT HEAD』（2013年、近衛A[478]）
- 伊勢志摩海女萌えキャラクター 碧志摩メグ[479]（2017年）
- アニメ クラシカロイド「おさらいスペシャル」（2017年、音羽歌苗の声）
- ディズニー・プログラミング学習教材「テクノロジア魔法学校」（2018年、アシュリー[480]）
- ありえへん∞世界（2018年、ボイスオーバー）
- 呪術廻戦 ボイスマスコット2（2021年、禪院真希[481]）
- かまいガチ（2022年1月14日、ナレーション）

## ディスコグラフィ

### シングル
|            | 発売日         | タイトル                               | 規格品番     | 規格品番   | 規格品番   | オリコン 最高位 |
| 初回限定盤 | 発売日         | タイトル                               | 通常盤       | 期間限定盤 |            | オリコン 最高位 |
| ---------- | -------------- | -------------------------------------- | ------------ | ---------- | ---------- | --------------- |
| 1st        | 2012年4月25日  | Black Holy                             | KICM-91386   | KICM-1386  |            | 16位            |
| 2nd        | 2012年11月7日  | 冷たい部屋、一人/夏至の果実            | KICM-91421   | KICM-1421  | 30位       |                 |
| 3rd        | 2013年7月24日  | 終わらないメロディーを歌いだしました。 | KICM-91464   | KICM-1465  | 24位       |                 |
| 4th        | 2013年12月25日 | 虹の約束                               | KICM-91484   | KICM-1492  | 37位       |                 |
| 5th        | 2014年2月22日  | Sail away                              | KICM-91501   | KICM-1501  | KICM-91502 | 42位            |
| 6th        | 2014年11月5日  | Latimer road                           | KICM-91548   | KICM-1549  |            | 20位            |
| 7th        | 2015年8月26日  | 群青サバイバル                         | KICM-91622   | KICM-1622  | KICM-91621 | 22位            |
| 8th        | 2016年9月21日  | Imagine day, Imagine life!             | TFCC-89596   | TFCC-89597 |            | 20位            |
| 9th        | 2017年8月9日   | Maybe the next waltz                   | TFCC-89629   | TFCC-89630 | 27位       |                 |
| 10th       | 2017年11月8日  | Swing heart direction                  | TFCC-89637   | TFCC-89638 | 31位       |                 |
| 11th       | 2021年5月26日  | 悔しいことは蹴っ飛ばせ                 | TFCC-89707/8 | TFCC-89709 | 31位       |                 |

#### 限定シングル
| 発売日         | タイトル                 | 販売形態                                      | 規格品番   |
| -------------- | ------------------------ | --------------------------------------------- | ---------- |
| 2013年4月13日  | ABC                      | 『THEE Futures』ツアー会場限定盤              | NMAX-1149  |
| 2014年7月6日   | 波乗りグライダー         | 『in the suite』ツアー会場限定盤              | NMAX-1167  |
| 2015年9月24日  | ロッカー                 | 配信限定                                      | NOPA-1007  |
| 2018年2月25日  | Happy taleはランチの後で | 『小松の夜のパレード 2018春』ツアー会場限定盤 | PPTF-8112  |
| 2018年11月26日 | 友情ZABOOOON!!           | 配信限定                                      | TFDS-00509 |
| 2022年7月13日  | なんだなんなんだ！       | 配信限定                                      | TFDS-00789 |

### アルバム

#### フルアルバム
|            | 発売日        | タイトル          | 規格品番   | 規格品番   | 規格品番   | オリコン 最高位 |
| 完全限定盤 | 発売日        | タイトル          | 初回限定盤 | 通常盤     |            | オリコン 最高位 |
| ---------- | ------------- | ----------------- | ---------- | ---------- | ---------- | --------------- |
| 1st        | 2013年2月13日 | THEE Futures      |            |            | KICS-1888  | 21位            |
| 2nd        | 2014年5月14日 | e'tuis            | KICS-93051 | KICS-3051  | 13位       |                 |
| 3rd        | 2017年5月10日 | Blooming Maps     | TFCC-86585 | TFCC-86586 | 18位       |                 |
| 4th        | 2018年7月11日 | Personal Terminal | TFCC-86641 |            | TFCC-86642 | 19位            |

#### ミニアルバム
|            | 発売日        | タイトル         | 規格品番   | オリコン 最高位 |
| ---------- | ------------- | ---------------- | ---------- | --------------- |
| 1st        | 2012年7月11日 | cosmic EXPO      | KICA-3196  | 18位            |
| リミックス | 2014年2月22日 | cosmic Explosion | KICS-93018 | 69位            |

#### 限定アルバム
| 発売日              | タイトル                                                                         | 販売形態                                                 |
| ------------------- | -------------------------------------------------------------------------------- | -------------------------------------------------------- |
| 2018年9月8日 - 30日 | 小松未可子LIVE TOUR「小松の夜のパレード 2018春」@Shimokitazawa Garden 2018.04.30 | 小松未可子TOUR 2018 "Personal Terminal" ツアー会場限定盤 |

### 映像作品
|     | 発売日         | タイトル                                                | 規格品番   | 規格品番 |
| BD  | 発売日         | タイトル                                                | DVD        |          |
| --- | -------------- | ------------------------------------------------------- | ---------- | -------- |
| 1st | 2013年3月13日  | MIKAKO KOMATSU THE FIRST ALL DAYS                       | KIXM-79/80 |          |
| 1st | 2013年3月13日  | MIKAKO KOMATSU MUSIC CLIPS                              |            | KIBM-342 |
| 1st | 2013年3月13日  | MIKAKO KOMATSU THE FIRST LIVE（S）                      | KIBM-343   |          |
| 2nd | 2013年8月21日  | 小松未可子 ライブツアー「Thee Futures」                 | KIXM-145/6 | KIBM-396 |
| 3rd | 2014年12月24日 | MIKAKO KOMATSU 2nd LIVE TOUR -in the suite-&MUSIC CLIPS | KIXM-180   | KIBM-476 |

### タイアップ曲
| 楽曲                                   | タイアップ                                                                                                   | 時期   |
| -------------------------------------- | --- | ------ |
| Black Holy                             | テレビアニメ『モーレツ宇宙海賊』イメージソング&ゲストエンディングテーマ                                      | 2012年 |
| 透明な夜空 〜瞬く星に包まれて〜        | テレビアニメ『モーレツ宇宙海賊』ゲストエンディングテーマ                                                     | 2012年 |
| 未來航路                               | テレビアニメ『モーレツ宇宙海賊』ゲストエンディングテーマ                                                     | 2012年 |
| 冷たい部屋、一人                       | テレビアニメ『K』エンディングテーマ                                                                          | 2012年 |
| 夏至の果実                             | スマートフォン用ゲーム『レントヘッド』エンディングテーマ                                                     | 2012年 |
| 終わらないメロディーを歌いだしました。 | テレビアニメ『神さまのいない日曜日』エンディングテーマ                                                       | 2013年 |
| 虹の約束                               | アニメ映画『魔女っこ姉妹のヨヨとネネ』テーマソング                                                           | 2013年 |
| Sail away                              | アニメ映画『モーレツ宇宙海賊 ABYSS OF HYPERSPACE -亜空の深淵-』イメージソング                                | 2014年 |
| 群青サバイバル                         | テレビアニメ『青春×機関銃』エンディングテーマ                                                                | 2015年 |
| Trouble shooting                       | テレビアニメ『青春×機関銃』挿入歌                                                                            | 2015年 |
| ロッカー                               | テレビアニメ『青春×機関銃』挿入歌                                                                            | 2015年 |
| Maybe the next waltz                   | テレビアニメ『ボールルームへようこそ』エンディングテーマ                                                     | 2017年 |
| Swing heart direction                  | テレビアニメ『ボールルームへようこそ』エンディングテーマ                                                     | 2017年 |
| 友情ZABOOOON!!                         | テレビアニメ『爆釣バーハンター』エンディングテーマ                                                           | 2018年 |
| 友情ZABOOOON!!                         | アニメ映画『映画 爆釣バーハンター 謎のバーコードトライアングル！爆釣れ！神海魚ポセイドン』エンディングテーマ | 2019年 |
| 悔しいことは蹴っ飛ばせ                 | テレビアニメ『さよなら私のクラマー』エンディングテーマ                                                       | 2021年 |
| なんだなんなんだ！                     | テレビアニメ『ちみも』エンディングテーマ                                                                     | 2022年 |

### キャラクターソング
| 発売日   | 商品名                                                                                           | 歌 | 楽曲                                                         | 備考 |
| 2012年   | 2012年                                                                                           | 2012年 | 2012年                                                       | 2012年                                                                                                   |
| -------- | ------------------------------------------------------------------------------------------------ | --- | ------------------------------------------------------------ | --- |
| 9月5日   | モーレツ宇宙海賊 Blu-ray第7巻特典CD                                                              | 加藤茉莉香（小松未可子）、チアキ・クリハラ（花澤香菜） | 「海賊の歌」                                                 | テレビアニメ『モーレツ宇宙海賊』挿入歌                                                                   |
| 11月7日  | K Blu-ray&DVD第1巻特典CD                                                                         | ネコ（小松未可子） | 「ネコのうた」                                               | テレビアニメ『K』関連曲                                                                                  |
| 2013年   |                                                                                                  | |                                                              | |
| 6月26日  | プリティーリズム・レインボーライブ プリズム☆ソロコレクション                                     | 涼野いと（小松未可子） | 「BT37.5」                                                   | テレビアニメ『プリティーリズム・レインボーライブ』挿入歌                                                 |
| 7月10日  | やはりこのキャラソンはまちがっている。                                                           | 比企谷八幡（江口拓也） with 材木座義輝（檜山修之）&戸塚彩加（小松未可子） | 「going going alone way!」                                   | テレビアニメ『やはり俺の青春ラブコメはまちがっている。』関連曲                                           |
| 7月10日  | やはりこのキャラソンはまちがっている。                                                           | 戸塚彩加（小松未可子） | 「僕たち宣言」                                               | テレビアニメ『やはり俺の青春ラブコメはまちがっている。』関連曲                                           |
| 9月18日  | 超速変形ジャイロゼッター オリジナル・サウンドトラック                                            | あいる（小松未可子）、せな（小見川千明）、りんね（井口裕香） | 「Love Drive!!」                                             | ゲーム『超速変形ジャイロゼッター アルバロスの翼』挿入歌                                                  |
| 11月6日  | 戦姫絶唱シンフォギアG BD&DVD第2巻限定版特典CD                                                    | 板場弓美（赤﨑千夏）、寺島詩織（東山奈央）、安藤創世（小松未可子） | 「現着ッ!電光刑事バン（ver.秋桜祭）」                        | テレビアニメ『戦姫絶唱シンフォギアG』挿入歌                                                              |
| 12月18日 | プリティーリズム・レインボーライブ プリズム☆ユニットコレクション                                 | ハッピーレイン♪ | 「I Wannabee myself!! 〜自分らしくいたい!〜」                | テレビアニメ『プリティーリズム・レインボーライブ』エンディングテーマ                                     |
| 12月18日 | プリティーリズム・レインボーライブ プリズム☆ユニットコレクション                                 | ハッピーレイン♪ | 「どしゃぶりHAPPY!」                                         | テレビアニメ『プリティーリズム・レインボーライブ』挿入歌                                                 |
| 2014年   |                                                                                                  | |                                                              | |
| 2月19日  | プリティーリズム・レインボーライブ プリズム☆デュオコレクション                                   | 涼野いと（小松未可子）&小鳥遊おとは（後藤沙緒里） | 「ALIVE」                                                    | テレビアニメ『プリティーリズム・レインボーライブ』挿入歌                                                 |
| 2月26日  | 凪のあすから BD・DVD第3巻特典CD                                                                  | 潮留美海（小松未可子）、久沼さゆ（石原夏織） | 「Dazzling」                                                 | テレビアニメ『凪のあすから』関連曲                                                                       |
| 5月28日  | ニセコイ BD・DVD第3巻特典CD                                                                      | 鶫誠士郎（小松未可子） | 「TRICK BOX」                                                | テレビアニメ『ニセコイ』エンディングテーマ                                                               |
| 8月27日  | 凪のあすから BD・DVD第9巻特典CD                                                                  | 潮留美海（小松未可子） | 「ripple〜my first love〜」                                  | テレビアニメ『凪のあすから』関連曲                                                                       |
| 8月27日  | ニセコイ BD・DVD第6巻特典CD                                                                      | 桐崎千棘（東山奈央）、小野寺小咲（花澤香菜）、鶫誠士郎（小松未可子）、橘万里花（阿澄佳奈） | 「想像ダイアリー」                                           | テレビアニメ『ニセコイ』エンディングテーマ                                                               |
| 2015年   |                                                                                                  | |                                                              | |
| 2月11日  | 天体のメソッド キャラクターミニアルバム 約束のメソッド                                           | 戸川汐音（小松未可子） | 「きみの音色」                                               | テレビアニメ『天体のメソッド』関連曲                                                                     |
| 4月22日  | やっぱりStand Up!!!!!／色彩crossroad                                                             | 有栖川凛（三上枝織）、十六夜花音（大久保瑠美）、宇佐美陽菜（小松未可子）、円城寺結衣（高森奈津美）、小此木友美（上坂すみれ） | 「やっぱりStand Up!!!!!」                                    | TVアニメ『てさぐれ!部活もの すぴんおふ プルプルんシャルムと遊ぼう』オープニングテーマ                    |
| 4月22日  | やっぱりStand Up!!!!!／色彩crossroad                                                             | てさプルん♪ | 「色彩crossroad」                                            | TVアニメ『てさぐれ!部活もの すぴんおふ プルプルんシャルムと遊ぼう』エンディングテーマ                    |
| 5月20日  | てさプル!歌もの                                                                                  | 高橋葵（荻野可鈴）、宇佐美陽菜（小松未可子） | 「キラキラBaby×Baby」                                        | TVアニメ『てさぐれ!部活もの すぴんおふ プルプルんシャルムと遊ぼう』エンディングテーマ                    |
| 6月24日  | ニセコイ: BD・DVD第1巻特典CD                                                                     | 桐崎千棘（東山奈央）、小野寺小咲（花澤香菜）、鶫誠士郎（小松未可子）、橘万里花（阿澄佳奈） | 「曖昧ヘルツ」                                               | テレビアニメ『ニセコイ:』エンディングテーマ                                                              |
| 6月24日  | ニセコイ: BD・DVD第1巻特典CD                                                                     | 鶫誠士郎（小松未可子） | 「TrIGgER」                                                  | テレビアニメ『ニセコイ:』エンディングテーマ                                                              |
| 8月26日  | The Bravest Destiny                                                                              | トイ☆ガンガン | 「The Bravest Destiny」 「僕たちのザ・大成功」               | テレビアニメ『青春×機関銃』オープニングテーマ                                                            |
| 8月26日  | だんちがい Song Collection Vol.1                                                                 | 仲野弥生（小松未可子） | 「気になるアイツはありえないっ!?」                           | テレビアニメ『だんちがい』関連曲                                                                         |
| 8月26日  | だんちがい Song Collection Vol.2                                                                 | 仲野弥生（小松未可子） | 「Let a good day」                                           | テレビアニメ『だんちがい』エンディングテーマ                                                             |
| 12月29日 | やはりこのキャラソンはまちがっている。続                                                         | 戸塚彩加（小松未可子） | 「僕たちダイアリー」                                         | テレビアニメ『やはり俺の青春ラブコメはまちがっている。続』関連曲                                         |
| 12月29日 | CR熱響!乙女フェスティバル ファン大感謝祭LIVE サントラCD                                          | Noisy Girl Monster | 「陽炎Liar」 「全力Dreamer」 「Shout at the soul」           | パチンコ『CR熱響!乙女フェスティバル ファン大感謝祭LIVE』関連曲                                           |
| 2016年   |                                                                                                  | |                                                              | |
| 1月27日  | 青春×機関銃 BD・DVD第5巻初回限定盤特典CD                                                         | The Machine-gun Girls | 「The Machine-gun Talk」                                     | テレビアニメ『青春×機関銃』関連曲                                                                        |
| 3月16日  | 『灰と幻想のグリムガル』キャラクターソング ユメ                                                  | ユメ（小松未可子） | 「おっきめどりいむ」 「わんだあらんど♪」                     | テレビアニメ『灰と幻想のグリムガル』関連曲                                                               |
| 5月18日  | 『うしおととら』キャラクターソングス                                                             | 中村麻子（小松未可子） | 「おかえり」                                                 | テレビアニメ『うしおととら』関連曲                                                                       |
| 11月30日 | so beautiful ;- )                                                                                | 種臣静流（小松未可子） | 「so beautiful ;- )」                                        | テレビアニメ『ブブキ・ブランキ 星の巨人』エンディングテーマ                                              |
| 11月30日 | so beautiful ;- )                                                                                | 種臣静流（小松未可子） | 「流路」                                                     | テレビアニメ『ブブキ・ブランキ 星の巨人』関連曲                                                          |
| 12月21日 | れっつめいく☆あんさんぶる!                                                                       | 曽根セイラ（清水理沙）、黒森すず（小松未可子）、月永るか（潘めぐみ）、藤猪しずく（金元寿子） | 「聖ナルカナ、黒キ月ノ雫」                                   | ゲーム『あんさんぶるガールズ!!』関連曲                                                                   |
| 2017年   |                                                                                                  | |                                                              | |
| 7月19日  | ガールフレンド（仮） キャラクターソングシリーズ Vol.07                                           | 千代浦あやめ（小松未可子） | 「Sketch」                                                   | ゲーム『ガールフレンド（仮）』関連曲                                                                     |
| 7月26日  | TVアニメ「ハンドシェイカー」キャラクターソングス                                                 | コダマ（小松未可子） | 「恋ちゅレッターNo.1」                                       | テレビアニメ『ハンドシェイカー』挿入歌                                                                   |
| 8月23日  | シノビナイトメア                                                                                 | シノビナイトメア | 「儚くも美しく」                                             | ゲーム『シノビナイトメア』主題歌                                                                         |
| 8月23日  | シノビナイトメア                                                                                 | シノビナイトメア | 「シノビフェニックス」                                       | ゲーム『シノビナイトメア』関連曲                                                                         |
| 8月23日  | シノビナイトメア                                                                                 | キキョウ（小松未可子） | 「きらめき輪廻」                                             | ゲーム『シノビナイトメア』関連曲                                                                         |
| 2018年   |                                                                                                  | |                                                              | |
| 8月10日  | 戦国乙女5 10th Anniversary ORIGINAL SOUNDTRACK                                                   | 織田ノブナガ（小松未可子）、徳川イエヤス（千葉紗子） | 「Re:剣戟乱舞」                                              | パチンコ『CR戦国乙女5』関連曲                                                                            |
| 8月10日  | 戦国乙女5 10th Anniversary ORIGINAL SOUNDTRACK                                                   | 織田ノブナガ（小松未可子）、豊臣ヒデヨシ（新名彩乃）、徳川イエヤス（千葉紗子） | 「日本晴レ」                                                 | パチンコ『CR戦国乙女5』関連曲                                                                            |
| 8月10日  | 戦国乙女5 10th Anniversary ORIGINAL SOUNDTRACK                                                   | 豊臣ヒデヨシ（新名彩乃）、上杉ケンシン（植田佳奈）、徳川イエヤス（千葉紗子）、今川ヨシモト（山本麻里安）、武田シンゲン（高橋美佳子）、伊達マサムネ（中原麻衣）、織田ノブナガ（小松未可子）、明智ミツヒデ（釘宮理恵）               | 「10回目のありがとう」                                       | パチンコ『CR戦国乙女5』関連曲                                                                            |
| 8月10日  | 戦国乙女5 10th Anniversary ORIGINAL SOUNDTRACK                                                   | 織田ノブナガ（小松未可子）、豊臣ヒデヨシ（新名彩乃）、前田トシイエ（阿澄佳奈） | 「唄エヤ踊レ夢宴」                                           | パチンコ『CR戦国乙女5』関連曲                                                                            |
| 2019年   |                                                                                                  | |                                                              | |
| 3月20日  | INDETERMINATE UNIVERSE                                                                           | りん（小松未可子）、りつ（清都ありさ）、りな（鷲見友美ジェナ） | 「INDETERMINATE UNIVERSE（ケムリクサ.ver）」                 | テレビアニメ『ケムリクサ』関連曲                                                                         |
| 3月13日  | 映画プリキュアミラクルユニバース オリジナル・サウンドトラック                                    | キュアスター（成瀬瑛美）、キュアミルキー（小原好美）、キュアソレイユ（安野希世乃）、キュアセレーネ（小松未可子） | 「スターカラーペンダント！カラーチャージ！」                 | テレビアニメ『スター☆トゥインクルプリキュア』劇中歌                                                      |
| 5月29日  | スター☆トゥインクルプリキュア オリジナル・サウンドトラック1 プリキュア・トゥインクル・サウンド!! | キュアセレーネ（小松未可子） | 「スターカラーペンダント！カラーチャージ！」                 | テレビアニメ『スター☆トゥインクルプリキュア』劇中歌                                                      |
| 7月31日  | プリンセスコネクト！Re:Dive PRICONNE CHARACTER SONG 09                                           | マコト（小松未可子）、カスミ（水瀬いのり） | 「未解決な想い」                                             | ゲーム『プリンセスコネクト！Re:Dive』挿入歌                                                              |
| 8月21日  | ケムリクサ ミュージックコレクションアルバム                                                      | ゆうゆ feat.ケムリクサ、りん（小松未可子）、りつ（清都ありさ）、りな（鷲見友美ジェナ） | 「INDETERMINATE UNIVERSE」                                   | テレビアニメ『ケムリクサ』エンディングテーマ                                                             |
| 8月21日  | ケムリクサ ミュージックコレクションアルバム                                                      | りん（小松未可子） | 「INDETERMINATE UNIVERSE」                                   | テレビアニメ『ケムリクサ』関連曲                                                                         |
| 8月21日  | スター☆トゥインクルプリキュア イメージソングファイル                                             | 香久矢まどか（小松未可子） | 「Moonlight Signal」                                         | テレビアニメ『スター☆トゥインクルプリキュア』関連曲                                                      |
| 8月21日  | スター☆トゥインクルプリキュア イメージソングファイル                                             | キュアスター（成瀬瑛美）、キュアミルキー（小原好美）、キュアソレイユ（安野希世乃）、キュアセレーネ（小松未可子）、キュアコスモ（上坂すみれ）                                                                                       | 「キラリ☆彡スター☆トゥインクルプリキュア（5 PRECURE Ver.）」 | テレビアニメ『スター☆トゥインクルプリキュア』関連曲                                                      |
| 10月16日 | Twinkle Stars                                                                                    | キュアスター（成瀬瑛美）、キュアミルキー（小原好美）、キュアソレイユ（安野希世乃）、キュアセレーネ（小松未可子）、キュアコスモ（上坂すみれ）                                                                                       | 「Twinkle Stars」                                            | 劇場アニメ『映画 スター☆トゥインクルプリキュア 星のうたに想いをこめて』劇中歌                            |
| 11月24日 | ユニバース・プリンセス                                                                           | 夜刀うらら（小松未可子） | 「PHILANTHROPY」                                             | Z/X -Zillions of enemy X- NF DramaCD (16)「ユニバース・プリンセス」挿入歌                                |
| 11月27日 | プリンセスコネクト！Re:Dive PRICONNE CHARACTER SONG 11                                           | マホ（内田真礼）、マコト（小松未可子）、カオリ（高森奈津美） | 「We Are Golden」                                            | ゲーム『プリンセスコネクト！Re:Dive』挿入歌                                                              |
| 12月31日 | アズールレーンキャラクターソング Vol.03 A&B セット                                               | ガスコーニュ（小松未可子）、赤城（中原麻衣）、アドミラル・ヒッパー（山岡ゆり）、クリーブランド（堀籠沙耶）、シェフィールド（小原好美）                                                                                             | 「Coeur」 「―Coeur― Remix」                                  | ゲーム『アズールレーン』関連曲                                                                           |
| 2021年   |                                                                                                  | |                                                              | |
| 2月      | AIカードダス／アニメ『ゼノンザード＜ZENONZARD＞』 ベストアルバム「ELEMENTS」                     | フィンセラ・ロラセフ（小松未可子） | 「Lazy Daily」                                               | ゲーム『ゼノンザード』挿入歌                                                                             |
| 4月21日  | 暴走アグレッション/カラフル・キャンバス                                                          | 長瀞さん（上坂すみれ）、ガモちゃん（小松未可子）、ヨッシー（鈴木愛奈）、桜（井澤詩織） | 「暴走アグレッション」                                       | Webラジオ『TVアニメ「イジらないで、長瀞さん」らじお〜イジらじ！〜』主題歌                                |
| 4月21日  | 暴走アグレッション/カラフル・キャンバス                                                          | 長瀞さん（上坂すみれ）、ガモちゃん（小松未可子）、ヨッシー（鈴木愛奈）、桜（井澤詩織） | 「カラフル・キャンバス」                                     | テレビアニメ『イジらないで、長瀞さん』エンディングテーマ                                                 |
| 6月1日   | 一等賞                                                                                           | おねがいマツモト（小松未可子） | 「一等賞」                                                   | テレビ朝日系『お願い！ランキング』2021年5・6月度オープニングテーマ                                       |
| 6月23日  | イジらないで、長瀞さん BD第2巻特典CD                                                             | ガモちゃん（小松未可子）feat.ヨッシー（鈴木愛奈） | 「ロール・オーバー!!」                                       | テレビアニメ『イジらないで、長瀞さん』関連曲                                                             |
| 6月23日  | イジらないで、長瀞さん BD第2巻特典CD                                                             | ガモちゃん（小松未可子） | 「カラフル・キャンバス」                                     | テレビアニメ『イジらないで、長瀞さん』関連曲                                                             |
| 2023年   |                                                                                                  | |                                                              | |
| 2月8日   | TVアニメ『イジらないで、長瀞さん 2nd Attack』キャラクターソングミニアルバム                      | 長瀞さん（上坂すみれ）、ガモちゃん（小松未可子）、ヨッシー（鈴木愛奈）、桜（井澤詩織） | 「MY SADISTIC ADOLESCENCE♡」                                 | テレビアニメ『イジらないで、長瀞さん 2nd Attack』エンディングテーマ                                      |
| 2月8日   | TVアニメ『イジらないで、長瀞さん 2nd Attack』キャラクターソングミニアルバム                      | 長瀞さん（上坂すみれ）、ガモちゃん（小松未可子）、ヨッシー（鈴木愛奈）、桜（井澤詩織） | 「After School Easy Go!」                                    | Webラジオ『上坂すみれ×鈴木愛奈のTVアニメ「イジらないで、長瀞さん」らじお〜イジらじ！2nd Attack〜』主題歌 |
| 2月8日   | TVアニメ『イジらないで、長瀞さん 2nd Attack』キャラクターソングミニアルバム                      | ガモちゃん（小松未可子） | 「Break It Down!」                                           | テレビアニメ『イジらないで、長瀞さん 2nd Attack』関連曲                                                  |
| 3月8日   | イジらないで、長瀞さん 2nd Attack BD第1巻特典CD                                                  | ガモちゃん（小松未可子）、ヨッシー（鈴木愛奈）、桜（井澤詩織） | 「やってんな青春」                                           | テレビアニメ『イジらないで、長瀞さん 2nd Attack』関連曲                                                  |
| 3月15日  | テレビアニメ『東京リベンジャーズ』EP04                                                           | 柴柚葉（小松未可子） | 「アイムインラブ」                                           | テレビアニメ『東京リベンジャーズ』関連曲                                                                 |
| 4月5日   | イジらないで、長瀞さん 2nd Attack BD第2巻特典CD                                                  | ガモちゃん（小松未可子） | 「MY SADISTIC ADOLESCENCE♡」                                 | テレビアニメ『イジらないで、長瀞さん 2nd Attack』関連曲                                                  |
| 4月5日   | イジらないで、長瀞さん 2nd Attack BD第2巻特典CD                                                  | ガモちゃん（小松未可子） | 「After School Easy Go!」                                    | テレビアニメ『イジらないで、長瀞さん 2nd Attack』関連曲                                                  |
| 6月7日   | イジらないで、長瀞さん 2nd Attack BD第4巻特典CD                                                  | ガモちゃん（小松未可子）feat.ヨッシー（鈴木愛奈） | 「Melon」                                                    | テレビアニメ『イジらないで、長瀞さん 2nd Attack』関連曲                                                  |
| 2024年   |                                                                                                  | |                                                              | |
| 7月10日  | Sing a SonG                                                                                      | 水口亜季（小松未可子） | 「金糸雀〜カナリヤ〜 feat.亜季」                             | テレビアニメ『ささやくように恋を唄う』挿入歌                                                             |
| 7月31日  | プリンセスコネクト！Re:Dive PRICONNE CHARACTER SONG 40                                           | エリコ（橋本ちなみ）、マコト（小松未可子） | 「Into The Trust」                                           | ゲーム『プリンセスコネクト！Re:Dive』挿入歌                                                              |
| 7月31日  | プリンセスコネクト！Re:Dive PRICONNE CHARACTER SONG 40                                           | マコト（小松未可子） | 「Into The Trust」                                           | ゲーム『プリンセスコネクト！Re:Dive』関連曲                                                              |
| 12月23日 | ありがとう、そしてこれからも。                                                                   | カズサ（夏吉ゆうこ）、キキョウ（小松未可子）、キサキ（相坂優歌）、コユキ（乾夏寧）、サオリ（石上静香）、シロコ＊テラー（小倉唯）、ヒナ（広橋涼）、ホシノ（花守ゆみり）、マリー（小澤亜李）、マリナ（平井祥恵）、ユウカ（春花らん） | 「ありがとう、そしてこれからも。」                           | ゲーム『ブルーアーカイブ -Blue Archive-』4周年記念楽曲                                                   |

### その他参加作品
| 発売日        | 商品名      | 歌                         | 楽曲                               | 備考                                                      |
| ------------- | ----------- | -------------------------- | ---------------------------------- | --------------------------------------------------------- |
| 2014年3月26日 | Open Tuning | .lady.                     | 「Open Tuning」                    | ラジオ『A&G NEXT GENERATION Lady Go!!』オープニングテーマ |
| 2014年3月26日 | Open Tuning | .lady.                     | 「星を捜して」                     | ラジオ『A&G NEXT GENERATION Lady Go!!』エンディングテーマ |
| 2015年6月3日  | Progression | .lady.                     | 「Progression」                    | ラジオ『A&G NEXT GENERATION Lady Go!!』オープニングテーマ |
| 2015年6月3日  | Progression | .lady.                     | 「A Little Magic」                 | ラジオ『A&G NEXT GENERATION Lady Go!!』エンディングテーマ |
| 2016年1月27日 | Q-MHz       | Q-MHz featuring 小松未可子 | 「ふれてよ」 「short hair EGOIST」 |                                                           |

## ライブ・イベント

### ツーマンライブ
| 出演日        | タイトル           | 会場                             | 共演       |
| ------------- | ------------------ | -------------------------------- | ---------- |
| 2017年1月22日 | Humming Maps vol.1 | 渋谷CLUB QUATTRO（東京都）       | 田所あずさ |
| 2017年4月16日 | Humming Maps vol.2 | 渋谷duo MUSIC EXCHANGE（東京都） | fhána      |
| 2019年3月31日 | Humming Maps vol.3 | EX THEATER ROPPONGI（東京都）    | 豊永利行   |

### 合同ライブ
2012年
- マチ★アソビ vol.8（2012年5月5日、新町橋東公園ステージ[490]）
- Animelo Summer Live 2012 -INFINITY∞-（2012年8月26日、さいたまスーパーアリーナ[491]）
- 「〜神戸から東日本の被災地へエールを送る〜ANIME FAIR KANSAI2012」小松未可子スペシャルライブ（2012年9月8日、神戸コンベンションセンターで開催される予定でメインステージコンテンツに出演[492]）
- 第6回ACG アニメ漫画ゲーム展 2012広州 小松未可子ミニライブ（中国・広州锦汉展览中心にて開催され、2012年10月4日に出演[493]）
- マチ★アソビ vol.9（2012年10月6日、新町橋東公園ステージ）
- success Vol.1（2012年10月29日、Shibuya O-EAST）
- AKITAアニソン大運動会FINAL[NHK秋田放送局]（2012年11月18日、秋田拠点センターALVE「多目的ホール」）
- ミュ〜コミ+プラス presents アニメ紅白歌合戦2（2012年12月16日、国立代々木競技場 第一体育館）

| 出演日             | タイトル                                                               | 会場                                    |
| ------------------ | ---------------------------------------------------------------------- | --------------------------------------- |
| 2013年4月28日      | ニコニコ超アニソンフェス                                               | 幕張メッセ国際展示場1-8ホール（千葉県） |
| 2013年8月25日      | Animelo Summer Live 2013 -FLAG NINE-                                   | さいたまスーパーアリーナ（埼玉県）      |
| 2013年11月24日     | ANIMAX MUSIX 2013                                                      | 横浜アリーナ（神奈川県）                |
| 2014年1月26日      | リスアニ! LIVE 4 SUNDAY STAGE                                          | 日本武道館（東京都）                    |
| 2015年6月20日-21日 | KING SUPER LIVE 2015                                                   | さいたまスーパーアリーナ（埼玉県）      |
| 2015年8月30日      | Animelo Summer Live 2015 -THE GATE-                                    | さいたまスーパーアリーナ（埼玉県）      |
| 2018年1月28日      | リスアニ！LIVE 2018 SUNDAY STAGE                                       | 日本武道館（東京都）                    |
| 2018年4月14日      | musicる FES 2018 - Spring Edition -                                    | マイナビBLITZ赤坂（東京都）             |
| 2019年9月28日      | スター☆トゥインクルプリキュアLIVE2019 KIRA☆YABA!イマジネーションライブ | 昭和女子大学人見記念講堂（東京都）      |
| 2024年1月21日      | 全プリキュア 20th Anniversary LIVE!                                    | 横浜アリーナ（神奈川県）                |